# Cyclophoridae
Die Cyclophoridae, auch als Turmdeckelschnecken bezeichnet, sind eine Familie auf dem Land lebender Schnecken aus der Ordnung der Architaenioglossa (Caenogastropoda). Die Familie wird heute in einem eingeschränkten Umfang aufgefasst; die Vertreter der Familie sind auf die Tropen und Subtropen der Alten und Neuen Welt beschränkt.

## Merkmale
Die rechtsgewundenen Gehäuse sind meist klein und werden eher selten mittelgroß. Die Gehäuseform variiert von scheibenförmig bis hochkonisch. Die meist rundliche Mündung ist vielfach modifiziert, zuweilen auch mit einem Einschnitt oder einer Einschnürung; die letzte Windung kann stark aus der Windungsebene abfallen. Es ist ein meist kreisförmiges Operculum vorhanden, das tief in das Gehäuse zurückgezogen werden kann. Es ist eng spiralig gewickelt und kann verkalkt oder unverkalkt sein. Auf der Außenseite des Operkulums können akzessorische Auflagerungen vorhanden sein.
Der Kopf endet in einem kurzen Rüssel oder Schnauze. Die Fühler sind im Querschnitt rund, verhältnismäßig lang und verjüngen sich zum Ende hin etwas. Die Augen sitzen an der Basis der Fühler auf flachen Papillen. Die Kriechsohle ist längs nicht unterteilt. Die Mantelhöhle fungiert als Lungenhöhle. Die Radula weist sieben Elemente pro Querreihe auf. Die Mittelplatte besitzt in der Regel fünf, seltener auch drei oder sieben Zähne. Die Tiere sind getrenntgeschlechtlich.

## Geographische Verbreitung und Lebensraum
Die Familie ist sehr artenreich, die Arten kommen fast weltweit in warmen Klimabereichen vor.

## Systematik
Bisher gibt es keine umfassende Revision der Familie. Der Bearbeitungsstand vieler Gattungen ist denkbar schlecht. Die Liste der Unterfamilien und Gattungen ist daher unsicher.
- Familie Cyclophoridae Gray, 1847
  - Subfamily Alycaeinae Blanford, 1864
    - Gattung Alycaeus Gray, 1850
    - Gattung Awalycaeus Kuroda, 1951
    - Gattung Boucardicus Fischer-Piette & Bedoucha, 1965
    - Gattung Chamalychaeus Kobelt and Moellendorff, 1897
    - Gattung Cipangocharax Shintaro, 1934
    - Gattung Cycloryx Godwin-Austen, 1914
    - Gattung Dioryx Benson, 1859

  - Unterfamilie Cyclophorinae Gray, 1847
    - Gattung Afroditropis Bequaert & Clench, 1936
    - Gattung Aulopoma Troschel, 1847
    - Gattung Chondrocyclus Ancey, 1898
    - Gattung Craspedotropis Blanford, 1864
    - Gattung Crossopoma von Martens, 1891
    - Gattung Cyathopoma Blanford, 1861
    - Gattung Cyclophorus Montfort, 1810
    - Gattung Cyclosurus Morelet, 1881
    - Gattung Cyclotus Swainson, 1840
    - Gattung Ditropis Blanford, 1869
    - Gattung Elgonocyclus Verdcourt, 1982
    - Gattung Japonia Gould, 1859
    - Gattung Laotia Saurin, 1953
    - Gattung Leptopoma Pfeiffer, 1847
    - Gattung Mareleptopoma Moolenbeek & Faber, 1984
    - Gattung Micraulax Theobald, 1876
    - Gattung Mychopoma Blanford, 1869
    - Gattung Myxostoma Troschel, 1847
    - ?Gattung Nobuea Kuroda & Miyanaga, 1943
    - Gattung Opisthoporus Pfeiffer, 1851 (Syn. oder Untergattung von Cyclotus?)
    - Gattung Pinteria Varga, 1972
    - Gattung Ptychopoma Moellendorff, 1885
    - Gattung Scabrina Blanford, 1863
    - Gattung Theobaldius G. Nevill, 1878

  - Unterfamilie Pterocyclinae Kobelt & Möllendorff, 1897
    - Gattung Pearsonia Kobelt, 1902
    - Gattung Platyrhaphe Moellendorff, 1890
    - Gattung Pterocyclus Benson, 1832
    - Gattung Rhiostoma Benson, 1860

  - Unterfamilie Spirostomatinae Tielecke, 1940
    - Gattung Spirostoma Heude, 1885

## Anmerkung
1. ↑  Der Begriff Turmdeckelschnecke(n) wird auch für Arten der Familie Thiaridae (Kronenschnecken), Buccinidae und Pachychilidae verwendet.